# Рудольф Зоммер
Рудольф Зоммер (нім. Rudolf Sommer) — німецький дипломат та розвідник. Німецький консул у Києві (1928–1933). Шпигував на користь Німеччини в Києві та Харкові, а також у грузинському місті Тбілісі та російських Владивостоці та Ленінграді.

## Біографія
З червня 1920 по січень 1923 — тимчасовий повірений у справах Німеччини в Персії.
У 1928–1933 рр. — консул Німеччини в Києві.
У 1933–1938 рр. — Генеральний консул Німеччини у Ленінграді.
Поетеса та перекладачка Вероніка Черняхівська, залишила розповідь про консула: «У нього на столі стоїть чорно-жовто-червоний прапорець. Я спитала його якось жартома, чому він не замінить жовтої фарби білою — schwarz-weiss-rot, а він мені відповів, що ніколи не був націоналістом і що взагалі почуває себе добре лише за межами Німеччини»